# Jan Eustachy Kossakowski
Jan Eustachy Kossakowski herbu Ślepowron (zm. w czasie sejmu 1649 między 19 stycznia do 14 lutego 1649 w Warszawie) – kasztelan mścisławski w 1646 roku, starosta gulbiński od 1627 roku.
Syn Nikodema Franciszka i Felicjanny Wołłowiczówny. Żonaty z Katarzyną Gintowt Dziewałtowską, miał synów: Stanisława i Kazimierza.